# Y Sextantis
Y Sextantis är en förmörkelsevariabel av W Ursae Majoris-typ (EW/KW) i stjärnbilden Sextanten.
Stjärnan varierar mellan visuell magnitud +9,81 och 10,23 med en period av 0,41982123 dygn eller 10,075710 timmar.